# Macrogyrus orthocolobus
Macrogyrus orthocolobus is een keversoort uit de familie van schrijvertjes (Gyrinidae). De wetenschappelijke naam van de soort is voor het eerst geldig gepubliceerd in 1914 door Heller.